# Карлстейн, Арвид
Арвид Карлстейн (швед. Arvid Karlsteen, 16 марта 1647 — 18 мая 1718) — шведский медальер, художник-миниатюрист и резчик монетных штемпелей. 

## Биография

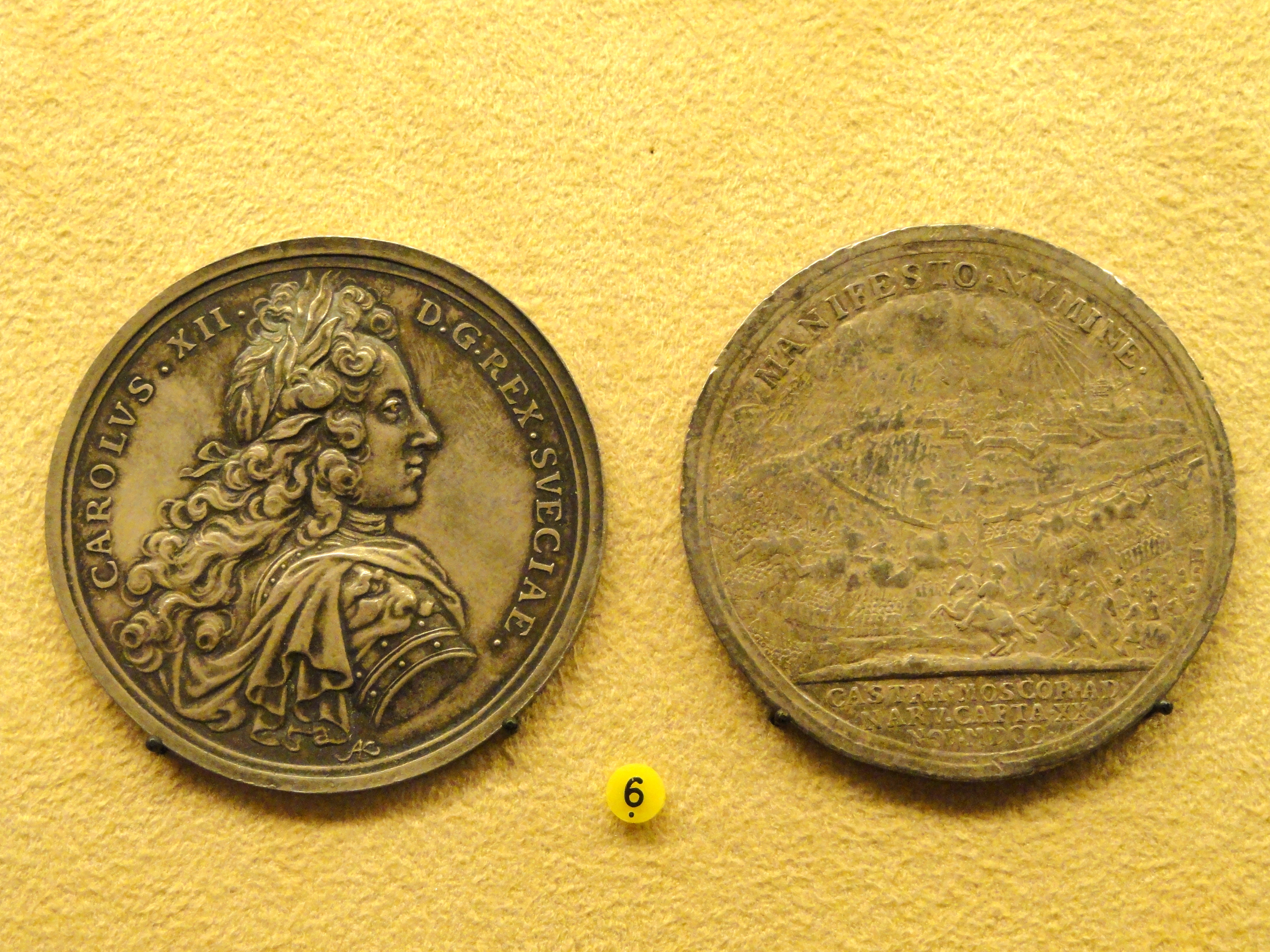
Медаль Карлстейна посвященная разгрому русских войск под Нарвой

Арвид Карлстейн родился 16 марта 1647 года в городке Карлскуга. Учился медальерному искусству в Париже и Лондоне, а в 1672 году поступил на работу на Стокгольмский Королевский монетный двор. Известен, главным образом, в качестве автора портретных медалей. Также принимал заказы от прусского и саксонского дворов. Изготовил две медали без указания даты с автопортретом.
В 1692 году королём Карлом XI Карлстейну было пожаловано дворянство.
Арвид Карлстейн умер 18 мая 1718 года в шведской столице. 
После смерти Карлстейна его преемником в Стокгольмском Королевском монетном дворе стал швейцарец Иоганн Карл Гедлингер.
Учеником и зятем Арвида Карлстейна является шведский медальер Бенгт Рихтер.